# Stazione di Ummari
La stazione di Ummari era una stazione ferroviaria posta sulla linea Palermo-Trapani (via Milo). Serviva il centro abitato di Ummari, frazione del comune di Trapani.

## Storia
La stazione di Ummari entrò in servizio il 15 settembre 1937, all'attivazione della tratta ferroviaria Alcamo Diramazione a Trapani.
Nel 2001 venne declassata a fermata, e l'anno successivo venne dismessa.

## Strutture e impianti
La stazione di Ummari, denominata "Fermata" e successivamente Stazione retta da Gestore, venne "disabilitata" nel giugno del 1986. Titolare della struttura era Giovanni Fratantonio, collaborato da Antonino Patricola e Vito Marano